# Хакасская письменность
Хакасская письменность — письменность хакасского языка.
Хакасская письменность на основе кириллицы была создана в 1924 году, хотя известны и более ранние попытки создания письменности, не получившие развития. Однако уже в 1929 году, в ходе латинизации, она была переведена на латинскую графику. В 1939 году хакасская письменность вновь была переведена на кириллицу. Алфавит 1939 года с некоторыми изменениями используется до настоящего времени.

## Ранние опыты
Ещё в 1890-е годы православные миссионеры издали несколько религиозных книг на хакасском языке. В этих книгах использовался русский алфавит с добавлением нескольких знаков для специфических хакасских звуков (Ӧ ӧ и Ӱ ӱ).
Вскоре после Октябрьской революции и установления советской власти на заселённой хакасами территории встал вопрос о ликвидации неграмотности. Этот вопрос не мог быть решён без создания письменности для хакасского языка. Первые опыты по созданию письменности были начаты в 1921—1922 годах инициативной группой хакасских студентов при Енисейском губернском отделе народного образования. Этой группой был рассмотрен ряд проектов, среди которых выделяются проекты М. И. Райкова и Т. Д. Майнагашева. Проект Райкова базировался на кириллице и хорошо подходил для записи фонетических особенностей хакасской речи. Однако для целей массового обучения населения он был слишком сложен. Проект Майнагашева, также базировавшийся на кириллице, напротив, не охватывал все основные звуки хакасского языка. Вскоре инициативная группа объединила проекты Райкова и Майнагашева, доработала их и утвердила получившийся вариант. Однако практического применения он не получил.
Проект М. И. Райкова: А а, Б б, Б̣ б̣, Г г, Г̂ г̂, Д д, Е е, З з, І і, Î î, Й й, К к, К̂ к̂, Л л, L l, М м, Н н, Ң ң, О о, Ӧ ӧ, П п, Р р, С с, Т т, У у, Ӱ ӱ, Ч ч, Ш ш, Щ щ, Ы ы. Долгота гласных обозначалась чертой под буквой, а краткость — запятой над буквой.
Проект Т. Д. Майнагашева: А а, О о, У у, Ы ы, І і, Б б, П п, Д д, Т т, Ѕ ѕ, Г г, К к, Х х, Л л, М м, Н н, N n, Р р, Ч ч, Ц ц, Э э, Ө ө, Ю ю, Я я.
Проект В. А. Кожевникова: А а, О о, У у, Ы ы, Ь ь, Е е, И и, Б б, П п, Д д, Т т, Ɔ ɔ, Г г, К к, Х х, Л л, М м, Н н, В в, Р р, Ч ч, Ц ц.
Проект М. Г. Торосова и Н. М. Одежкина: А а, О о, У у, Ы ы, Э э, Ф ф, Ю ю, И и, Ъ ъ, Ь ь, П п, Д д, Т т, С с, Г г, К к, Я я, Л л, М м, Н н, Б б, Р р, Ч ч, Ц ц, Е е.
После того как в 1923 году был создан Хакасский уезд вопрос о создании хакасской письменности стал ещё более актуален. 25 апреля 1924 года Енисейский губернский отдел народного образования принял постановление «О выработке хакасской письменности». 4 сентября того же года Хакасский уревком утвердил специальную комиссию при уездном отделе народного образования. В отличие от инициативной группы 1922 года в эту комиссию вошли не студенты, а лица с педагогическим образованием, имеющие опыт работы в области народного образования. Председателем комиссии стал председатель Хакасского уисполкома Г. И. Итыгин; членами комиссии стали И. М. Киштеев, С. И. Кузургашев, М. И. Райков, К. К. Самрин, К. С. Тодышев, П. Т. Штыгашев. Позднее к ним присоединился А. Т. Казанков.
Уже в начале ноября 1924 года проект нового алфавита был готов, о чём комиссия доложила I Областному съезду Советов. Этот алфавит базировался на кириллице и содержал следующие дополнительные буквы для специфических хакасских звуков: Г̈ г̈, Ј ј, Ҥ ҥ, Ӧ ӧ, Ӱ ӱ, Ӹ ӹ. По другим данным в алфавит также была включена буква k.
В июне 1925 года на совещании ойрот, хакасов и шорцев в Ново-Николаевске обсуждался вопрос об унификации их алфавитов. Образцом было решено выбрать ойротский алфавит. В связи с этим из проекта хакасского алфавита были исключены буквы г̈, k, ӹ. В результате был окончательно утверждён хакасский алфавит в таком составе знаков: Аа, Бб, Гг, Дд, Зз, Ии, Кк, Лл, Мм, Нн, Оо, Пп, Рр, Сс, Тт, Уу, Хх, Чч, Ыы, Ј ј, Ӱӱ, Ӧӧ, Ҥҥ, Йй, Ээ. Для заимствований из русского языка были введены буквы Вв, Ее, Жж, Фф, Цц, Шш, Щщ, Юю, Яя, ь. Этот алфавит имел ряд недостатков: не было знаков для открытого [i] и увулярного звонкого [ғ]. Кроме того не отображалась долгота гласных.
Для преодоления первого из указанных недостатков в 1927—1928 годах в алфавит были введены буквы І і и һ.

## Хакасский алфавит на основе латиницы

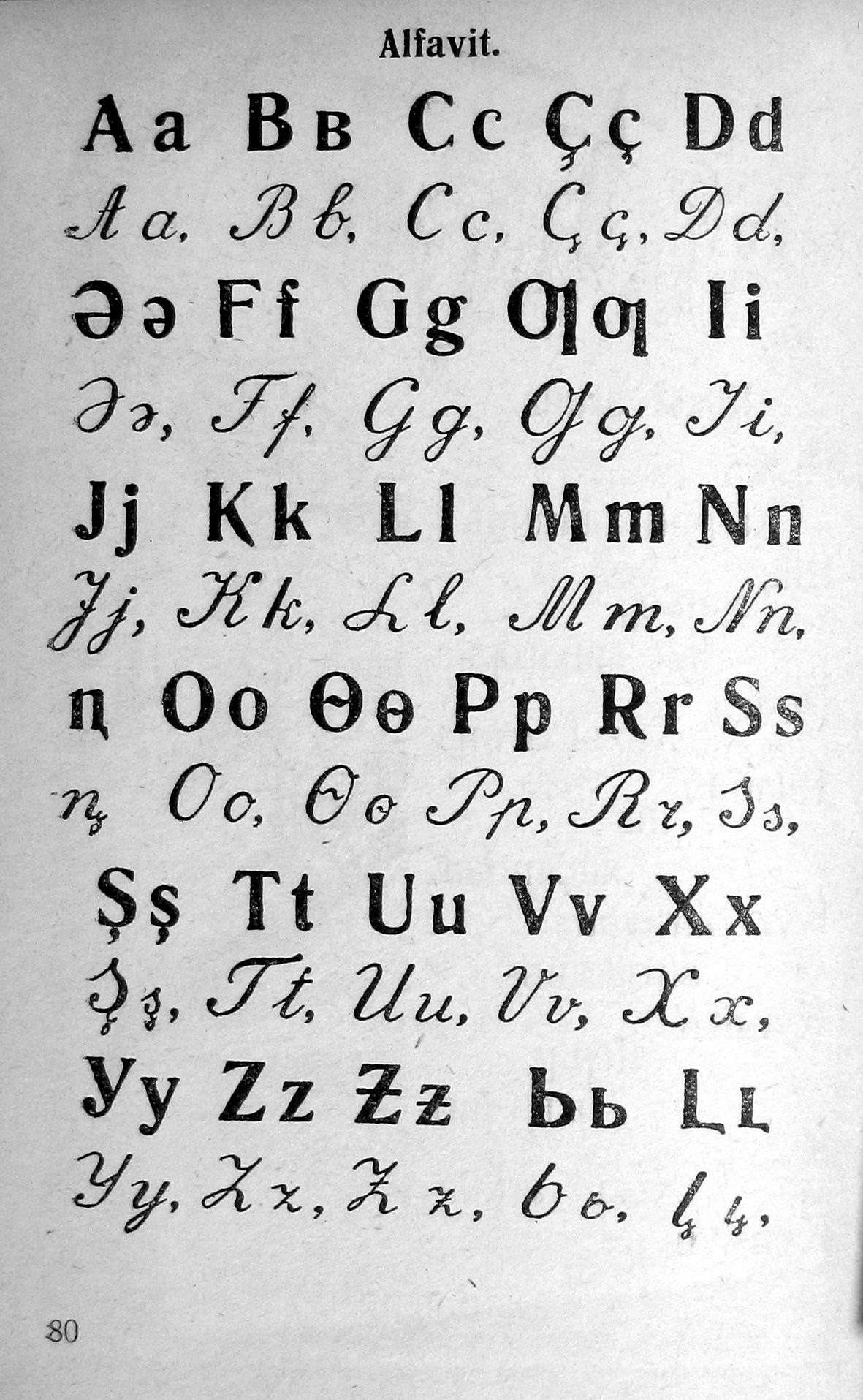
Хакасский алфавит из букваря 1934 года

В конце 1920-х годов в СССР активно шёл процесс латинизации алфавитов. В ходе этого процесса было принято решение о переводе на латинское письмо и хакасского алфавита. Процесс перехода на латиницу начался в 1929 году, а с 1930 года на новом алфавите стала издаваться вся учебная литература и хакасская областная газета Хызыл аал. Хакасский латинизированный алфавит имел следующий вид (в 1935 году буква Ә ә была заменена на E e):
| A a | B в | C c | Ç ç | D d | Ә ә | F f | G g |
| Ƣ ƣ | I i | Į į | J j | K k | L l | M m | N n |
| Ꞑ ꞑ | O o | Ө ө | P p | R r | S s | Ş ş | T t |
| U u | V v | X x | Y y | Z z | Ƶ ƶ | Ь ь |     |

К недостаткам этого алфавита относят отсутствие букв, необходимых для более точного написания заимствований из русского языка (например цирк писалось как sirk). Более важной проблемой было то, что школьникам приходилось параллельно изучать сразу две системы письма — латинскую (при изучении родного языка) и кириллическую (при изучении русского языка). Это приводило к значительным сложностям при овладении письмом в начальной школе.

## Современный хакасский алфавит
С середины 1930-х годов в СССР шёл процесс перевода письменностей на кириллицу. В ходе этого процесса в 1939 году был переведён на кириллицу и хакасский алфавит. Он имел следующий вид: Аа, Бб, Вв, Гг, Дд, Ее, Жж, Зз, Ии, Іі, Йй, Кк, Лл, Мм, Нн, Нъ нъ, Оо, Ӧӧ, Пп, Рр, Сс, Тт, Уу, Ӱӱ, Фф, Хх, Цц, Чч, Шш, Щщ, ь, Ыы, ъ, Ээ, Юю, Яя.
Однако и этот алфавит имел недостатки: в нём не различались звуки [г] — [ғ] и [ч] — [ӌ]. Этот недостаток был упразднён в 1947 году, когда в алфавит были введены буквы Ғ ғ и Ӌ ӌ. В 1962 году буква Нъ нъ была заменена буквой Ң ң. После этого хакасский алфавит принял нынешний вид:
| А а | Б б | В в | Г г | Ғ ғ | Д д | Е е | Ё ё |
| Ж ж | З з | И и | Й й | І і | К к | Л л | М м |
| Н н | Ң ң | О о | Ӧ ӧ | П п | Р р | С с | Т т |
| У у | Ӱ ӱ | Ф ф | Х х | Ц ц | Ч ч | Ӌ ӌ | Ш ш |
| Щ щ | Ъ ъ | Ы ы | Ь ь | Э э | Ю ю | Я я |     |

На практике, во многих печатных и электронных изданиях на хакасском языке используется буква Ҷ, с хвостиком справа.

## Таблица соответствия букв хакасских алфавитов
| Кириллица 1924—1929 | Латиница        | Кириллица с 1939          | МФА         |
| ------------------- | --------------- | ------------------------- | ----------- |
| Аa                  | Аa              | А а                       | /a/         |
| Бб                  | Bв              | Б б                       | /b/         |
| Вв                  | Vv              | В в                       | /v/         |
| Гг                  | Gg              | Г г                       | /g/         |
| h (с 1927)          | Ƣƣ              | Ғғ (с 1947)               | /ɣ/         |
| Дд                  | Dd              | Дд                        | /d/         |
| Ее                  | (je)            | Ее                        | /je/        |
|                     | (jo)            | Ёё (с 1953)               | /jo/        |
| Жж                  | Ƶƶ              | Жж                        | /ʒ/         |
| Зз                  | Zz              | Зз                        | /z/         |
| Ии                  | Ii              | Ии                        | /i/         |
| Ii (с 1927)         | Įį              | Ii                        | /ɘ/         |
| Йй                  | Jj              | Йй                        | /j/         |
| Кк                  | Kk              | Кк                        | /k/         |
| Лл                  | Ll              | Лл                        | /l/         |
| Мм                  | Mm              | Мм                        | /m/         |
| Нн                  | Nn              | Нн                        | /n/         |
| Ҥҥ                  | Ꞑꞑ              | Нъ (до 1962) Ң ң (с 1962) | /ŋ/         |
| Оо                  | Оо              | Оо                        | /o/         |
| Ӧӧ                  | Ɵɵ              | Ӧӧ                        | /ø/         |
| Пп                  | Pp              | Пп                        | /p/         |
| Рр                  | Rr              | Рр                        | /r/         |
| Сс                  | Ss              | Сс                        | /s/         |
| Тт                  | Tt              | Тт                        | /t/         |
| Уу                  | Uu              | Уу                        | /u/         |
| Ӱӱ                  | Yy              | Ӱӱ                        | /y/         |
| Фф                  | Ff              | Фф                        | /f/         |
| Хх                  | Хх              | Хх                        | /x/         |
| Цц                  | (ts)            | Цц                        | (/t͡s/), /s/ |
| Чч                  | Cc              | Чч                        | /t͡ʃ/        |
| Jj                  | Çç              | Ӌӌ (с 1947)               | /d͡ʒ/        |
| Шш                  | Şş              | Шш                        | /ʃ/         |
| Щщ                  | (şc)            | Щщ                        | /ɕː/        |
|                     | ‘               | ъ                         | /◌./        |
| Ыы                  | Ьь              | Ыы                        | /ɯ/         |
| ь                   | ’               | ь                         | /◌ʲ/        |
| Ээ                  | Әә, Ee (с 1935) | Ээ                        | /e/         |
| Юю                  | (ju)            | Юю                        | /ju/        |
| Яя                  | (ja)            | Яя                        | /ja/        |

## Транскрипция
При передаче хакасских имён собственных на русском языке используются следующие правила:
| Хакасский | Русский                            |
| --------- | ---------------------------------- |
| Ғ ғ       | Г г                                |
| I i       | И и                                |
| ң         | нг                                 |
| Ӧ ӧ       | В начале слова «о», в середине «ё» |
| Ӱ ӱ       | В начале «у», в середине «ю»       |
| Ӌ ӌ       | Дж дж                              |

Остальные хакасские буквы соответствуют буквам русского алфавита.

### Комментарии
1. ↑  По данным Справочника личных имён народов РСФСР